# Moropsyche huaysailianga
Moropsyche huaysailianga är en nattsländeart som beskrevs av Malicky och Chantaramongkol 1989. Moropsyche huaysailianga ingår i släktet Moropsyche och familjen Apataniidae. Inga underarter finns listade i Catalogue of Life.